# Маломаксютово
Маломаксю́тово (баш. Бәләкәй Мәҡсүт, также упоминается в литературе баш. Кесе Мәксут), местное название — Карларово (баш. Ҡарлар, по данным Асфандиярова — Караларово) — деревня в Ишимбайском районе Башкортостана, входит в состав Сайрановского сельсовета.

## История
Основана в середине 18 в. башкирами д. Максютово Азнаевой тюбы Юрматынской волости Стерлитамакского уезда (ныне Стерлитамакского района) на собственных землях.
Асфандияров писал:

 В конце XVIII в. она состояла из 10 дворов с 40 жителями. К VIII ревизии было 6 дворов и 52 человека. В начале XX века население стало национально смешанным. В 50 домах жили башкиры и татары, всего 288 человек.
Жители — скотоводы. 6 дворов с 52 башкирами владело 114 лошадьми, 77 коровами, 80 овцами, 11 козами. Имели 100 ульев. Хлебопашество внедрялось насильственным путём: в 30-х гг. XIX в. губернские власти требовали сеять не менее трех пудов на человека. У жителей этой деревни посев равнялся 6,6 пуда на человека.— http://ufagen.ru/places/ishimbayskiy/malomaksyutovo.html
Согласно закону «О границах, статусе и административных центрах муниципальных образований в Республике Башкортостан» имеет статус сельского поселения.

## Население
| 1906 | 1920 | 1939 | 1959 | 1989 | 2002 | 2009 |
| ---- | ---- | ---- | ---- | ---- | ---- | ---- |
| 166  | ↗288 | ↗292 | ↗313 | ↘211 | ↗215 | ↗229 |
| 2010 | 2011 |      |      |      |      |      |
| ↘207 | ↘179 |      |      |      |      |      |

## Географическое положение
Находится по реке Селеук. Связывает лесной хутор Кашалакбаш с основной дорогой сельсовета (см. п.119 в Расписании автобусного движения.
Расстояние до:
- районного центра (Ишимбай): 22 км,
- центра сельсовета (Сайраново): 9 км,
- ближайшей ж/д станции (Салават): 40 км.

## Улицы
- Каран-елга
- Молодёжная
- Новостройки
- Родниковая
- Советская

## Инфраструктура
Начальная школа, фельдшерско-акушерский пункт, клуб.